# Yamagata Isaburō

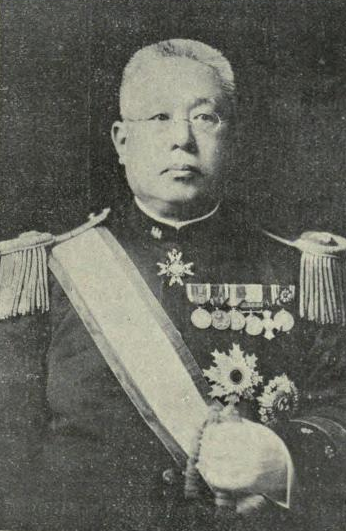
Yamagata Isaburō

Yamagata Isaburō (japanisch 山縣 伊三郎; * 6. Februar 1852 in Kawashima-mura, Abu-gun, Provinz Nagato (heute: Hagi, Präfektur Yamaguchi); † 24. September 1927 in Tokio) war ein japanischer Regierungsbeamter der Meiji-Zeit.

## Leben und Wirken
Der Kōshaku Yamagata Isaburō wurde in der Provinz Nagato in der Chōshū-Domäne (heutige Präfektur Yamaguchi), als Sohn des Samurai Katsu Kanesuke (勝津 兼亮) und Toshiko, der älteren Schwester von Yamagata Aritomo, geboren. Da dieser keine Kinder hatte, wurde Isaburō 1861 von Yamagata Aritomo adoptiert und führte den Familiennamen fort.
1871 schloss sich Yamagata, zusammen mit seinen Kollegen vom Hofadel und Schwertadel, Iwakura Tomotsuna (1841–1923), dem Adoptivsohn Iwakuras, sowie Ōkubo Hikonoshin (1830–1878), Makino Nobuaki (1861–1949), Nabeshima Naohiro (1846–1921), Maeda Toshitsugu (1858–1900), Maeda Toshiatsu (1858–1921), Kuroda Nagatomo (1839–1902), Ōmura Sumihiro (1830–1882), Torii Tadafumi u. a. zum Erwerb von Auslandskenntnissen der Iwakura-Mission an, mit der er nach Preußen gelangte. Erst 1883 kehrte er nach Japan zurück.
Im 1. Kabinett Saionji vom 7. Januar 1906 bis 14. Januar 1908 Minister für Kommunikation. Am 28. Februar 1922 wurde Yamagata zum „Kōshaku“ ernannt.
Auf der Hisatsu-Linie im Süden Kyūshū ist ein Zug seit 1996 nach Yamagata „Isaburō“ nenannt.